# Caprichosos de Pilares
Grêmio Recreativo Escola de Samba Caprichosos de Pilares (ou simplesmente Caprichosos de Pilares) é uma escola de samba brasileira da cidade do Rio de Janeiro. Está sediada na Rua Faleiro, 01, no bairro de Pilares. Sua melhor colocação no Grupo Especial do Carnaval foi o 3° lugar no Desfile de Domingo em 1984
A escola tem o apelido de "Fábrica de Músicos", devido ao fato de que diversos artistas do samba começaram as suas carreiras na escola. Exemplos notórios são os de : Dudu Nobre, Anderson Leonardo, Xande de Pilares, Simone e Sandra de Sá. Dentre os mestres de bateria estão o Mestre Mug e Paulinho entre outros. .
A escola é historicamente reconhecida por enredos que envolveram questões políticas retratadas por sátiras sempre marcadas por bom humor O principal carnavalesco da história da escola foi Luiz Fernando Reis, que desenvolveu diversos carnavais com estes temas.

## Fundação
A Caprichosos de Pilares foi fundada no dia 19 de fevereiro de 1949 por uma dissidência da Unidos de Terra Nova, que era uma escola localizada na região conhecida como Terra Nova, hoje parte de Pilares. Cansados do desleixo durante os desfiles e dos maus resultados da Unidos de Terra Nova (21.º lugar em 1947; não tendo desfilado em 1948), integrantes da escola e sambistas de Pilares, reunidos num bar, no sábado anterior ao carnaval daquele ano, decidiram fundar sua própria escola. Entre os fundadores da Caprichosos estão: Walter Machado, Ferminiano Romão da Silva, Sebastião Benjamim, Oscar Pedro de Alcântara (Seu Oscar), João Cândido, Gilberto Ribeiro da Fonseca, Amarildo Cristiano, Dagoberto Bernardo (Beto Limoeiro), Tia Alvarinda, entre outros.

## Nome, cores e apadrinhamento
A ideia de seus fundadores era criar uma escola de samba organizada, que fizesse desfiles que ao contrário da Unidos da Terra Nova, fossem feitos com "capricho" (daí seu nome) e que pudesse fazer frente às grandes escolas da cidade. Originalmente a Caprichosos tinha as cores vermelho e branco. Logo depois, as cores da escola foram alteradas para azul e branco, em homenagem à Portela, sua escola-madrinha. Em seu samba-enredo de 2012, a Caprichosos faz referência à troca de cores no trecho "Amor em vermelho, reflete no espelho / Lá de Madureira / Ficou mais bonito, no azul infinito / Da águia altaneira".

## Bandeira e símbolo
A atual bandeira da escola é usada desde o carnaval de 2012.
,e é formada por 24 raios, de cores intercaladas (6 azul-turquesa, 6 azul-escuro e 12 brancos), partindo do centro em direção às extremidades do pavilhão, em formação similar à siemens star. Sendo que oito raios (2 azul-turquesa, 2 azul-escuro e 4 brancos) possuem largura maior que os demais. No centro da bandeira está o brasão com o símbolo da escola. A logomarca possui duas circunferências concêntricas. Na maior delas, de cor branca, encontra-se a inscrição "G.R.E.S." (na parte superior) e "CAPRICHOSOS DE PILARES" (na parte inferior). Dentro da circunferência maior, encontra-se outra circunferência, também de cor branca, com o símbolo da escola. O brasão da Caprichosos consiste em duas serpentes, de caudas entrelaçadas, envolvendo um escudo e com cabeças de frente uma para a outra, lembrando as serpentes do Caduceu. O escudo é dividido em duas partes por uma listra transversal. Na parte superior, há o desenho de um pandeiro; na parte inferior, há o desenho de uma caixa. Abaixo do escudo, ao lado esquerdo das caudas das serpentes, a letras "C" (de Caprichosos); do lado direito, a letra "P" (de Pilares).
Existem três versões divergentes sobre o símbolo da escola. Segundo uma das versões, a escolha do símbolo sofreu influência do final da Segunda Guerra Mundial. As serpentes seriam em homenagem aos soldados brasileiros que combateram na Itália, integrando a Força Expedicionária Brasileira, cujo símbolo é uma cobra fumando. Outra versão conta que o símbolo foi escolhido pois a serpente seria o animal capaz de deter a águia da Portela ou o leão da Estácio de Sá. A terceira versão é de que a Caprichosos seria "doutorada" em samba, e as serpentes  seriam inspiradas no Bordão de Asclépio, o símbolo da Medicina.

## História

### Início dos desfiles

Página de enredo de 1984, em requerimento da Caprichosos de Pilares à Divisão de Censura de Diversões Públicas.

Croqui de fantasia da Caprichosos de Pilares apresentado ao Serviço de Censura sobre o enredo “… E por falar em Saudade...” (Carnaval de 1985). Arquivo Nacional.

Em 1950, Caprichosos e Unidos da Terra Nova desfilaram pela UGESB, tendo a Caprichosos ficado na 14ª colocação, e a Terra Nova em 18º lugar, entre 20 escolas.
Desde sua fundação, em 1949, a Caprichosos de Pilares já conquistou quatro títulos de campeã do carnaval em grupos de acessos: em 1960 com o enredo Invasão Holandesa na Bahia, em 1971 com o tema Brasil na Primavera, em 1982 com o enredo Moça bonita não paga….O famoso carnaval da feira livre, indo ao grupo principal do carnaval carioca em 1983 conquistando enfim o status de grande escola de samba.
Por volta de 1974, Amaury Jório, presidente da AESCRJ, pediu ao administrador regional, que na época era Oswaldo Piragibe, que concedesse um espaço para a construção da quadra. O administrador se envolveu de tal forma com o projeto, que não só colaborou com a obra da quadra, mas também entrou para a história da escola, transferindo a cessão do terreno que viria a ser a quadra da escola.
Com um resultado excelente no carnaval de 1985 a escola de Pilares consolidou seu estilo de carnaval irreverente, com uma mistura de política e humor no enredo E por falar em saudade…. Durante a segunda metade desta década e os primeiros anos da década de 1990,a escola fez grandes desfiles que foram marcados por seus sambas empolgantes e irreverentes, que em pouco tempo se consolidavam como os sambas mais populares daqueles carnavais Por isso, seus maiores títulos foram nas categorias populares como foi o caso do Estandarte de Ouro de melhor escola naquele ano.
A boa fase da escola acabou em 1993, com o enredo Não Existe Pecado do Lado de Cá do Túnel Rebouças, que fazia uma homenagem ao morador suburbano, com um péssimo desfile, a Caprichosos ficou em penúltimo lugar, originalmente a escola seria rebaixada (junto com a Unidos da Ponte).O rebaixamento acabou não sendo confirmado, pois em uma plenária da LIESA foi se decido pela anulação desta clausula do regulamento.
Dois anos mais tarde, em 1995, a escola contrata o carnavalesco Mauro Quintaes, abandonando o seu estilo tradicional de se fazer carnavais irreverentes e parte para um estilo mais luxuoso e tecnológico. Quintaes escolheu um tema relacionado a energia. Mesmo com esta guinada, a escola não teve a mesma sorte em 1996, quando com um enredo sobre o chocolate, e acabou retornando para o Grupo de Acesso, quando ao final da apuração a escola acabou empatada com a Unidos da Tijuca, que se salvou devido a ter sido melhor nos critérios de desempate. No ano seguinte, a Caprichosos foi vice-campeã do acesso e subiu novamente para o Grupo Especial, onde permaneceu até o carnaval de 2006.
Respeitando o regulamento do carnaval do ano 2000, a escola conseguiu desenvolver um enredo crítico sobre a ditadura militar. Ainda em 2000, a escola perderia seu presidente Fernando Leandro, que faleceu vítima de um enfisema pulmonar. Nos anos seguintes a Caprichosos fez dois enredos-ceps, homenageando o estado de Goiás em 2001, num dos sambas mais lembrados até hoje, e a cidade de Porto Alegre em 2002. Em 2004, ainda homenageou a apresentadora Xuxa Meneghel, que esteve presente na quadra da escola, desde o desenvolvimento do enredo até o dia do desfile, ainda desfilando no último carro. Ainda naquele ano, a escola passaria por uma perda, a do intérprete Jackson Martins, assassinado, em 8 de agosto.
Em 2005, com a volta do bom humor, fez uma homenagem aos vinte anos da LIESA. Todavia, com um desfile problemático e cheio de falhas visuais, a escola terminou em um discreto décimo primeiro lugar. Já em 2006, a escola apresentou o enredo "Na Folia com o Espírito Santo: O Espírito Santo Caprichou", fazendo uma homenagem ao estado. Porém, devido a uma alteração no regulamento, duas escolas seriam rebaixadas. Com mais um resultado ruim, terminando em um melancólico décimo terceiro lugar, a escola retorna ao Grupo de Acesso.
Em 2007, a escola desfilou no Grupo de acesso A e conquistou o vice-campeonato falando sobre o gás e o biodiesel. No dia 11 de outubro de 2007, a Caprichosos perdeu seu fundador, diretor de carnaval e vice-presidente administrativo, Athayde Pereira, que faleceu devido a um infarto fulminante. No ano seguinte, falando sobre o município de Itaboraí e com samba e enredos considerados belos, mas pecando em diversos quesitos como diversos ferros expostos nas alegorias e má cobertura dos geradores nos carros, a Caprichosos termina na sexta colocação.
Em 2009, com o enredo No transporte da alegria… Me leva Caprichosos a caminho da folia, a escola apresenta um desfile irregular e termina a apuração em décimo e último lugar, tendo mais um eminente rebaixamento. Porém, o rebaixamento é revertido e a escola permanece no Grupo A, sob a alegação que todas as escolas haviam tido problemas relacionados à crise financeira de 2007–2008. Em 2010, a escola decide reeditar um de seus enredos mais clássicos, "E por falar em saudade...", de 1985, ficando com o sétimo lugar
Mais um rebaixamento aconteceu no ano seguinte, 2011, quando a escola trouxe o enredo "Gente Humilde", falando sobre as dificuldades do morador do Subúrbio carioca. O sorteio colocou a escola em uma posição desconfortável, sendo a última escola do Grupo, começando seu desfile, já na manhã de domingo. Com poucos recursos, a escola fez um desfile simples e humilde, mas com muita garra, mas prejudicado pela apresentação de um elemento considerado estranho na comissão de frente, a escola começou a apuração com a perda de 0,5 de sua nota total. Terminando em na 10ª colocação, a escola foi novamente rebaixada para o Grupo B. Algumas semanas depois de ser rebaixada, houve eleição para presidente, pleito do qual saiu vitorioso o empresário Cézar Thadeu Vinheiros.
Em 2012, a Caprichosos apresentou-se pelo Grupo de Acesso B com o enredo "A Caprichosos faz o seu papel… levanta, sacode a poeira e dá a volta por cima!", do carnavalesco Amauri Santos. A escola fez um desfile muito competente, com fantasias e alegorias coerentes e extremamente bem acabadas. A comunidade cantou forte e brincou bastante na avenida. O casal de mestre-sala e porta-bandeira, Diego Falcão e Jaqueline Gomes, vestindo uma bela fantasia em tons de azul e prata, fez aquela que foi considerada a melhor apresentação da noite. A escola ainda recontratou Clóvis Pê como intérprete, e trouxe uma nova rainha de bateria, Bianca Salgueiro, que foi rainha do carnaval carioca em 2011. Em um desfile considerado excelente, a escola foi campeã do Grupo de Acesso B e retornou no ano seguinte ao Grupo de Acesso A.
Em 2013, devido a um choque de datas entre o desfile do Grupo de Acesso no Rio e o Grupo Especial das Escolas de Samba de São Paulo, o intérprete  Clóvis Pê que também era o cantor oficial da Mocidade Alegre, se licenciou da função, mas não da escola, por isso, nomeou dois intérpretes oficiais: Sandro Motta e Lico Monteiro, que depois se juntaram ao experiente Celino Dias e a Pepê Niterói, formando um quarteto, que acabou durando pouco tempo, pois devido a seguidas faltas nos ensaios, Pepê logo foi demitido.
Em 2014, a parceria com Amauri Santos foi mantida, sendo recontratado Thiago Brito como seu intérprete. O enredo apresentado foi sobre a Lapa. Com o término do mandato do seu presidente, um novo processo eleitoral foi feito, e foi eleito Gilberto Nilo.
Em 2015 a escola apresentou o enredo "Na minha mão é mais barato", do estreante Leandro Vieira. Com a volta da tradicional irreverência, a agremiação empolgou o público e fez a sua melhor apresentação da década, segundo a crítica especializada, terminando o desfile na sétima colocação.
No carnaval de 2016, a escola apresentou o enredo "Tem Gringo no Samba", uma homenagem aos estrangeiros que fizeram história no Brasil, tendo como personagem central do enredo o ex-futebolista sérvio Dejan Petković. Com diversas dívidas acumuladas de carnavais passados, a Caprichosos não conseguiu financiar os seu carnaval como projetado, o que resultou em fantasias mal acabadas e incompletas, naquele que foi considerado o pior desfile de sua história. Os problemas também respingaram em diversos quesitos obrigatórios como a ala das baianas. Devido a contratempos de logística, a escola ainda excederia em quatro minutos o tempo máximo permitido para o desfile, de 55 minutos. Com todos estes problemas, a Caprichosos foi eventualmente rebaixada para a Série B. Em junho de 2016, alegando problemas de saúde, o presidente Gilberto Nilo se afastou da presidência da escola, e em seu lugar assume uma junta formada por Maria Alice, Jorge 101, Lee Santana, Sidney de Pilares e Fábio Caprichosos.
Para o carnaval de 2017, o primeiro de sua história na Avenida Intendente Magalhães, a escola escolheu o enredo "Vamos quebrar tudo, só de sacanagem" desenvolvido por Amauri Santos, que abordou a corrupção. Para o desfile, a azul e branca contratou alguns reforços, entre eles o intérprete Anderson Bala, que substituiu Thiago Brito, que foi para a Estácio de Sá. Em outubro, Amauri também, deixou a Caprichosos alegando motivos internos e a escola recontratou Luis Fernando Reis, que voltou à escola após 23 anos. Devido a diversas polêmicas prévias ao carnaval, o enredo teve o seu nome alterado para "Não deu pra mudar o começo, mas vamos mudar o final". No fim do ano anterior, a LIESB anunciou que antes mesmo do desfile, a Caprichosos já havia perdido 2 pontos na apuração por não ter entregado seu samba-enredo para compor o CD oficial do Grupo B e também por não ter enviado representantes para as plenárias da Liga. A diretoria chegou a recorrer da punição, mas sem sucesso. No final de janeiro, a escola anunciou seu novo casal de mestre-sala e porta-bandeira: Jackson Senhorzinho (que também era o segundo mestre-sala da Vila Isabel) e Fernanda Lhove - segunda porta-bandeira da Beija-Flor. Com um desfile considerado bom nos quesitos plásticos, porém problemático na pista, a escola terminou em décimo lugar e consequentemente caiu para o Grupo C, que equivale à quarta divisão do carnaval carioca.
Ainda em 2017, a escola elegeu Carlos Leandro Fernando como novo presidente da Caprichosos, marcando o retorno da família Leandro ao poder, já que Carlos é filho do ex-presidente Alberto Leandro e o seu avô, Fernando Leandro, também é ex-presidente da escola. Devido a inúmeros problemas financeiros e judiciais, a LIESB desfiliou a escola, a colocando no Grupo de Avaliação da ACAS (antiga Série E), grupo que não recebe subvenção estatal.
Consternada com a situação, a presidência da escola decidiu filiar a escola à recém-criada LIVRES, liga alternativa do Carnaval da Intendente Magalhães, por alguns meses, até retornar à LIESB, dessa vez já no Grupo de Acesso da Intendente Magalhães (quarta divisão). A escola foi a última a desfilar no domingo de Carnaval, sendo campeã e retornando assim ao grupo em que estava antes do litígio com a LIESB.
Com o cancelamento dos desfiles de 2021 devido à pandemia do novo coronavírus, a escola lança em fevereiro do mesmo ano seu enredo para 2022: "Circo Brazuca", um tema crítico que mergulha no universo de um picadeiro para mostrar as desventuras do Brasil. Fazendo uma boa apresentação e sendo considerada uma das favoritas ao acesso, a Caprichosos termina com a quinta colocação no desfile de sábado.
Para o carnaval de 2023, a Caprichosos se reforça com as chegadas do intérprete Tem-Tem Jr e do carnavalesco Leo Jesus, campeão do carnaval anterior pelo Grupo B da Liga LIVRES. Posteriormente, anunciou o enredo de "Gosto Que Me Enrosco, Caprichosamente vamos Reviver", em que fará uma releitura do enredo de 1995 da Portela, como homenagem ao centenário de sua escola-madrinha. Posteriormente, Tem-Tem Jr seria substituído por Daniel Silva. Na apuração, a escola termina com o décimo lugar no desfile de sexta-feira. No ano seguinte, a Caprichosos acabou rebaixada para a Série Bronze com o enredo "A Cobra Vai Fumar!".

## Segmentos

### Presidentes
| Nome                     | Mandato    | Ref.          |
| ------------------------ | ---------- | ------------- |
| Dalton Araújo            | 1975–1976  | [ 24 ]        |
| Antonio Mair Villa-Forte | 1977–1989  | [ 24 ]        |
| Fernando Leandro         | 1990–2000  | [ 24 ]        |
| Albertinho Leandro       | 2001–2004  | [ 24 ]        |
| Paulo de Almeida         | 2005–2011  | [ 24 ]        |
| César Thadeu             | 2011–2014  | [ 24 ]        |
| Gilberto Nilo            | 2014–2016  |               |
| Comissão Presidencial    | 2016–2017  | [ 25 ]        |
| Carlos Fernando Leandro  | 2017–atual | [ 26 ] [ 27 ] |

### Presidente de Honra
| Nome            | Mandato           | Ref.          |
| --------------- | ----------------- | ------------- |
| Juliana Leandro | 2017 – atualidade | [ 26 ] [ 27 ] |

### Diretores
| Ano  | Diretor de Carnaval                | Diretor geral de harmonia       | Mestre de bateria | Ref.   |
| ---- | ---------------------------------- | ------------------------------- | ----------------- | ------ |
| 2014 | Alex Fab                           | Marcos Mendes e Claudio da Vovó | Alexandre Brandão | [ 28 ] |
| 2015 | Jeferson Carlos                    | Marcos Mendes e Claudio da Vovó | Alexandre Brandão | [ 29 ] |
| 2016 | Moisés Santiago, Vitor Hugo e Roni | Marcos Mendes                   | Alexandre Brandão |        |
| 2017 | Marquinhos do Toldo                | Andre Jalles e Eddie Murphy     | Alexandre Brandão |        |
| 2020 | Henrique Bianchi                   | Matheus Antunes                 | Américo Teófilo   | [ 27 ] |
| 2021 | Thiago Lepletier                   | Décio Bastos                    | Américo Teófilo   |        |
| 2023 | Jota e Vinícius Rangel             | Alex Ramalho                    | Américo Teófilo   |        |

### Intérpretes
| Período         | Intérprete oficial                        | Ref           |
| --------------- | ----------------------------------------- | ------------- |
| 1975–1988       | Carlinhos de Pilares                      | [ 30 ]        |
| 1989            | J. Leão                                   | [ 31 ]        |
| 1990            | Aroldo Melodia                            | [ 32 ]        |
| 1991–1992       | Carlinhos de Pilares                      | [ 30 ]        |
| 1993            | Márcio Souto                              | [ 33 ]        |
| 1994–1995       | Luizito                                   | [ 34 ]        |
| 1996            | Luizito e Carlinhos de Pilares            | [ 30 ] [ 34 ] |
| 1997–2004       | Jackson Martins                           | [ 35 ]        |
| 2005            | Serginho do Porto                         | [ 36 ]        |
| 2006–2007       | Clóvis Pê                                 | [ 37 ]        |
| 2008–2009       | Zé Paulo Sierra                           | [ 38 ]        |
| 2010–2011       | Thiago Brito                              | [ 39 ]        |
| 2012            | Clóvis Pê                                 | [ 37 ]        |
| 2013            | Celino Dias, Lico Monteiro e Sandro Motta | [ 40 ]        |
| 2014 - 2016     | Thiago Brito                              | [ 39 ]        |
| 2017            | Anderson Bala                             | [ 41 ]        |
| 2020 - 2022     | Hugo Júnior                               | [ 27 ]        |
| 2023            | Daniel Silva                              |               |
| 2024-atualidade | Maderson Carvalho                         |               |

### Coreógrafos
| Ano               | Nome                       | Ref.          |
| ----------------- | -------------------------- | ------------- |
| 1985 - 1990       | Mauricio Gomes             |               |
| 1991              | Ubiratan Xavier            |               |
| 1992              | Machine                    |               |
| 1993 - 1994       | Jeronimo da Portela        |               |
| 1995              | Rodrigo Otávio             |               |
| 1996              | Roberto Lima               |               |
| 1997              | Jeronimo da Portela        |               |
| 1998              | Stelinha Cardoso           |               |
| 1999 - 2000       | Jeronimo da Portela        |               |
| 2001 - 2003       | Oswald Barry               |               |
| 2004              | Claudia Ribeiro            |               |
| 2005              | Beth Oliose                |               |
| 2006              | Paulo Mantuano             |               |
| 2007 - 2009       | Jaime Arôxa                |               |
| 2010              | Fabio Costa                |               |
| 2011 - 2012       | Marcio Moura               |               |
| 2013              | Hélio Bejani               |               |
| 2014 - 2016       | Hélio Bejani e Beth Bejani | [ 28 ] [ 42 ] |
| 2017              | Gianco Kapinnam            |               |
| 2020 - Atualmente | Arthur Rozas               | [ 27 ]        |

### Casal de Mestre-sala e Porta-bandeira
| Ano               | Nome                                | Ref.   |
| ----------------- | ----------------------------------- | ------ |
| 1984 - 1988       | Tiãozinho e Patricia                |        |
| 1989              | Marquinho e Patricia                |        |
| 1990              | Ronaldinho e Norminha               |        |
| 1991 - 1992       | Claudinho e Norminha                |        |
| 1993 - 1996       | Róbson Sensação e Ana Paula         |        |
| 1997              | Paulo César e Vanessa               |        |
| 1998              | Marquinhos Sorriso e Marcella Alves |        |
| 1999 - 2000       | Peixinho e Marcella Alves           |        |
| 2001              | Luis Augusto e Denadir Garcia       |        |
| 2002 - 2004       | Robson Sensação e Ana Paula         |        |
| 2005              | Fabrício Pires e Cristiane Caldas   |        |
| 2006              | Birinha e Elaine                    |        |
| 2007 - 2009       | Peixinho e Andreia Neves            |        |
| 2010              | Luis Augusto e Denadir Garcia       |        |
| 2011              | Marcinho Simpatia e Simone Pereira  |        |
| 2012 - 2014       | Diego Falcão e Jaqueline Gomes      | [ 28 ] |
| 2015 - 2016       | Paulo Roberto e Raessa Alves        | [ 43 ] |
| 2017              | Jackson Senhorinho e Fernanda Lhove |        |
| 2020 - 2022       | Paulo Barbosa e Maura Luiza         | [ 27 ] |
| 2023 - Atualmente | Feliciano Jr. e Graci Araujo        |        |

### Rainhas de Bateria
| Período   | Nome                | Ref.                 |
| --------- | ------------------- | -------------------- |
| 1990      | Luma de Oliveira    |                      |
| 1991      | Vanessa de Oliveira |                      |
| 1992–1993 | Isadora Ribeiro     |                      |
| 1994–1996 | Valéria Valenssa    |                      |
| 1998      | Elza Soares         |                      |
| 1999      | Valéria Valenssa    |                      |
| 2000      | Lú Machado          |                      |
| 2001–2004 | Nana Gouvêia        |                      |
| 2005      | Luma de Oliveira    |                      |
| 2006–2011 | Mel Britto          |                      |
| 2012–2013 | Bianca Salgueiro    | [ 44 ]               |
| 2014      | Aline Riscado       | [ 45 ] [ 46 ]        |
| 2015      | Milena Nogueira     | [ 47 ] [ 48 ] [ 49 ] |
| 2016      | Elaine Ranzatto     | [ 50 ] [ 51 ]        |
| 2017      | Tatiane Corrêa      | [ 52 ]               |
| 2020–2023 | Lays Vitória        | [ 53 ]               |
| 2024      | Rose Nascimento     |                      |

## Carnavais
| Carnavais da Caprichosos de Pilares                                                                                   | Carnavais da Caprichosos de Pilares                                                                                   | Carnavais da Caprichosos de Pilares                                                                                   | Carnavais da Caprichosos de Pilares | Carnavais da Caprichosos de Pilares                                                                                   | Carnavais da Caprichosos de Pilares |
| Ano | Colocação | Grupo | Enredo | Carnavalescos | Ref.                                |
| --- | --- | --- | --- | --- | ----------------------------------- |
| 1950 | 14.º Lugar | UGESB | "Grito do Ypiranga" (Samba-enredo composto por Nilton Porquinho) | | [ 54 ]                              |
| 1951 | 17.º Lugar | UGESB | "Alavanca e Progresso" (Samba-enredo composto por Lampião e Sidnei de Oliveira) | | [ 55 ]                              |
| 1952 | 7.º Lugar | Grupo 2 | "Benjamin Constant" | | [ 54 ]                              |
| 1953 | 7.º Lugar | Grupo 2 | "Homenagem a Santos Dumont" (Samba-enredo composto por Lampião e Sidnei de Oliveira) | | [ 56 ]                              |
| 1954 | Vice-campeã | Grupo 2 | "Asas do Brasil" (Samba-enredo composto por Geraldo Sargento) | | [ 54 ]                              |
| 1955 | 10.º Lugar | Grupo 1 | "Maria Quitéria" (Samba-enredo composto por Geraldo Sargento) | | [ 54 ]                              |
| 1956 | 14.º Lugar | Grupo 1 | "Exaltação à Justiça Brasileira" (Samba-enredo composto por Lampião e Sidnei de Oliveira) | | [ 54 ]                              |
| 1957 | 8.º Lugar | Grupo 1 | "Glória ao General Osório" (Samba-enredo composto por Lampião e Sidnei Oliveira) | | [ 54 ]                              |
| 1958 | 15.º Lugar | Grupo 1 | "Glória à música brasileira" (Samba-enredo composto por Lampião e Sidnei de Oliveira) | | [ 54 ]                              |
| 1959 | 10.º Lugar (Rebaixada)                                                                                                | Grupo 1 | "Laços de fita" (Samba-enredo composto por Osmar da Rocha) | | [ 54 ]                              |
| 1960 | Campeã | Grupo 2 | "Invasão holandesa na Bahia" (Samba-enredo composto por Osmar da Rocha) | | [ 54 ]                              |
| 1961 | 9.º Lugar (Rebaixada)                                                                                                 | Grupo 1 | "Império de D. Pedro II" (Samba-enredo composto por Claudionor Santana) | | [ 54 ]                              |
| 1962 | 4.º Lugar | Grupo 2 | "Galeria dos Bravos" | | [ 54 ]                              |
| 1963 | 9.º Lugar | Grupo 2 | "A lenda da pedra verde" | | [ 54 ]                              |
| 1964 | 10.º Lugar | Grupo 2 | "IV Centenário do Rio de Janeiro" | | [ 54 ]                              |
| 1965 | 11.º Lugar | Grupo 2 | "O último baile da corte imperial" | | [ 54 ]                              |
| 1966 | 12.º Lugar | Grupo 2 | "A transmigração da família real" | | [ 54 ]                              |
| 1967 | 11.º Lugar | Grupo 2 | "O Brasil através de suas músicas" | | [ 54 ]                              |
| 1968 | 13.º Lugar (Rebaixada)                                                                                                | Grupo 2 | "Negrinho do Pastoreio" | | [ 54 ]                              |
| 1969 | 8.º Lugar | Grupo 3 | "A Revolução do Alfaiates da Bahia" (Samba-enredo composto por Lampião e Sidnei de Oliveira) | | [ 54 ]                              |
| 1970 | 11.º Lugar | Grupo 3 | "Aclamação da Princesa Isabel" | | [ 54 ]                              |
| 1971 | Campeã | Grupo 3 | "Brasil na primavera" (Samba-enredo composto por Antônio Ferreira) | | [ 54 ]                              |
| 1972 | 11.º Lugar | Grupo 2 (segunda divisão)                                                                                             | "Brasil - a flor que desabrocha" (Samba-enredo composto por Almir N. Bastos "Pisca") | | [ 54 ]                              |
| 1973 | 13.º Lugar (Rebaixada)                                                                                                | Grupo 2 (segunda divisão)                                                                                             | "Aclamação e coroação de D. Pedro I" (Samba-enredo composto por Ratinho) | | [ 54 ]                              |
| 1974 | 4.º Lugar | Grupo 3 (terceira divisão)                                                                                            | "Adeus praça XI, adeus" (Samba-enredo composto por Ratinho) | | [ 54 ]                              |
| 1975 | 10.º Lugar | Grupo 2 (segunda divisão)                                                                                             | "Congada do Rei David" (Samba-enredo composto por Ratinho e Juarez Corrêa) | | [ 54 ]                              |
| 1976 | 13.º Lugar (Rebaixada)                                                                                                | Grupo 2 (segunda divisão)                                                                                             | "Devaneios de um Pierrot" (Samba-enredo composto por Edinho da Viola) | | [ 54 ]                              |
| 1977 | 3.º Lugar | Grupo 3 (terceira divisão)                                                                                            | "Maria Quitéria, heroína de uma raça" (Samba-enredo composto por Ratinho) | | [ 54 ]                              |
| 1978 | 6.º Lugar | Grupo 2 (segunda divisão)                                                                                             | "Festa da uva no Rio Grande do Sul" (Samba-enredo composto por Ratinho e Valadão) | | [ 54 ]                              |
| 1979 | 6.º Lugar | Grupo 1B (segunda divisão)                                                                                            | "Uruçumirim, paraíso tupinambá" (Samba-enredo composto por Ferreira, Carlinhos de Pilares e Delso) | | [ 54 ]                              |
| 1980 | 5.º Lugar | Grupo 1B (segunda divisão)                                                                                            | "É a maior" (Samba-enredo composto por Nonô do Morro Azul, Almir Sant´Anna e Bira do Ponto) | Roberto D'Rodrigues                                                                                                   | [ 54 ]                              |
| 1981 | 12.º Lugar | Grupo 1B (segunda divisão)                                                                                            | "Amor, sublime amor" (Samba-enredo composto por Jorge Barbudo, Maurício Vovô) | Roberto D'Rodrigues                                                                                                   | [ 54 ]                              |
| 1982 | Campeã | Grupo 1B (segunda divisão)                                                                                            | "Moça bonita não paga" (Samba-enredo composto por Ratinho) | Luiz Fernando Reis | [ 54 ]                              |
| 1983 | Hours concours | Grupo 1A (primeira divisão)                                                                                           | "Um cardápio à brasileira" (Samba-enredo composto por Ratinho e Jorge Barbudo) | Luiz Fernando Reis | [ 54 ]                              |
| 1984 | 3.º Lugar | Grupo 1A (Domingo) (primeira divisão)                                                                                 | "A visita da nobreza do riso a Chico Rei, num palco nem sempre iluminado" (Samba-enredo composto por Almir de Araújo, Balinha, Marquinho Lessa e Hércules)                                                            | Luiz Fernando Reis | [ 54 ]                              |
| 1984 | 6.º Lugar | Supercampeonato | "A visita da nobreza do riso a Chico Rei, num palco nem sempre iluminado" (Samba-enredo composto por Almir de Araújo, Balinha, Marquinho Lessa e Hércules)                                                            | Luiz Fernando Reis | [ 54 ]                              |
| 1985 | 5.º Lugar | Grupo 1A (primeira divisão)                                                                                           | "E por falar em saudade" (Samba-enredo composto por Almir de Araújo, Balinha, Marquinho Lessa, Hércules e Carlinhos de Pilares)                                                                                       | Luiz Fernando Reis e Flavio Tavares                                                                                   | [ 54 ]                              |
| 1986 | 9.º Lugar | Grupo 1A (primeira divisão)                                                                                           | "Brasil com "Z" não seremos jamais, ou seremos?" (Samba-enredo composto por Almir de Araújo, Balinha, Marquinho Lessa, Hércules Correa e Carlinhos de Pilares)                                                        | Luiz Fernando Reis | [ 54 ]                              |
| 1987 | 8.º Lugar | Grupo 1 (primeira divisão)                                                                                            | "Eu prometo" (Samba-enredo composto por Evandro Boia, Naldo do Cavaco e Toninho 70) | Luiz Fernando Reis | [ 54 ]                              |
| 1988 | 8.º Lugar | Grupo 1 (primeira divisão)                                                                                            | "Luz, câmera, ação" (Samba-enredo composto por Milton de Luna, Zé Maria D'Angola, Grajaú, Jacó, Zeca do Lins e Madeira)                                                                                               | Renato Lage e Lilian Rabello                                                                                          | [ 54 ]                              |
| 1989 | 12.º Lugar | Grupo 1 (primeira divisão)                                                                                            | "O que é bom todo mundo gosta" (Samba-enredo composto por Wanderlei Novidade, Paulinho Rocha, Vanico do Beco, Walter Pardal e Jorge 101)                                                                              | Renato Lage e Lílian Rabello                                                                                          | [ 54 ]                              |
| 1990 | 13.º Lugar | Grupo Especial (primeira divisão)                                                                                     | "Com a boca no mundo" (Samba-enredo composto por Jarbas da Cuíca, Evaldo Santos, Grajaú, Carlinhos Democrático e Fernando)                                                                                            | Alexandre Louzada | [ 54 ]                              |
| 1991 | 10.º Lugar | Grupo Especial (primeira divisão)                                                                                     | "Terceiro Milênio - Em busca do juízo afinal" (Samba-enredo composto por João Carlos e Gabriel Moura) | Alexandre Louzada | [ 54 ]                              |
| 1992 | 11.º Lugar | Grupo Especial (primeira divisão)                                                                                     | "Brasil feito a mão... do barro ao carnaval" (Samba-enredo composto por Jorge Barbudo, Heloir, Zé Carlos da Saara) | Alexandre Louzada e Washington Luiz                                                                                   | [ 54 ]                              |
| 1993 | 13.º Lugar | Grupo Especial (primeira divisão)                                                                                     | "Não existe pecado do lado de cá do Túnel Rebouças" (Samba-enredo composto por Marco Lessa, Tico do Gato, Carlos Ortiz, Luizito e Karlinho's de Madureira)                                                            | Luiz Fernando Reis | [ 54 ]                              |
| 1994 | 10.º Lugar | Grupo Especial (primeira divisão)                                                                                     | "Estou amando loucamente uma coroa de quase 90 anos" (Samba-enredo composto por Garibaldi, Tico do Gato, Carlos Ortiz, Marco Lessa e Almir de Araújo)                                                                 | Luiz Fernando Reis | [ 54 ]                              |
| 1995 | 10.º Lugar | Grupo Especial (primeira divisão)                                                                                     | "Da terra brotei, negro sou e ouro virei" (Samba-enredo composto por Carlos Ortiz) | Mauro Quintaes |                                     |
| 1996 | 15.º Lugar (Rebaixada)                                                                                                | Grupo Especial (primeira divisão)                                                                                     | "Samba, sabor chocolate" (Samba-enredo composto por Almir de Araújo, Marco Lessa e José Paulo) | Alexandre Louzada | [ 54 ]                              |
| 1997 | Vice-campeã | Grupo A (segunda divisão)                                                                                             | "Do tambor ao computador" (Samba-enredo composto por Carlinhos da Ceasa, Darci Maravilha e Flavinho) | Amarildo de Mello | [ 54 ]                              |
| 1998 | 10.º Lugar | Grupo Especial (primeira divisão)                                                                                     | "Negra origem - Negro Pelé, negra Bené" (Samba-enredo composto por Flávio Quintino, Noquinha, Sidinho da Zoeira, J. B. e Zé Carlos da Saara)                                                                          | Jerônimo Guimarães | [ 54 ]                              |
| 1999 | 9.º Lugar | Grupo Especial (primeira divisão)                                                                                     | "No universo da beleza, mestre Pitanguy" (Samba-enredo composto por Sidney Leite, Flávio Quintino, Marcelinho da Caprichosos, Bittar e Jorge 101)                                                                     | Etevaldo Brandão | [ 54 ]                              |
| 2000 | 11.º Lugar | Grupo Especial (primeira divisão)                                                                                     | "Brasil, teu espírito é santo" (Samba-enredo composto por Mauro, Claudinho Srutline, J. Bodão e Márcio do Swing) | Etevaldo Brandão | [ 54 ]                              |
| 2001 | 12.º Lugar | Grupo Especial (primeira divisão)                                                                                     | "Goiás, um sonho de amor no coração do Brasil" (Samba-enredo composto por Jorge 101, Luiz Pião, Gule e Lequinho) | Jaime Cezário | [ 54 ]                              |
| 2002 | 12.º Lugar | Grupo Especial (primeira divisão)                                                                                     | "Deu pra ti! Tô em alto astral! Tô com Porto Alegre, trilegal!" (Samba-enredo composto por J. Mazarim e André Fullgaz)                                                                                                | Jaime Cezário | [ 54 ]                              |
| 2003 | 10.º Lugar | Grupo Especial (primeira divisão)                                                                                     | "Zumbi, Rei de Palmares e herói do Brasil. A história que não foi contada" (Samba-enredo composto por J. Mazarim e André Fullgaz)                                                                                     | Jaime Cezário | [ 54 ]                              |
| 2004 | 13.º Lugar | Grupo Especial (primeira divisão)                                                                                     | "Xuxa e seu reino encantado no carnaval da imaginação" (Samba-enredo composto por Nei Negrone, Sílvio Araújo, Riquinho Gremião e Preto Jóia)                                                                          | Cahê Rodrigues | [ 54 ]                              |
| 2005 | 11.º Lugar | Grupo Especial (primeira divisão)                                                                                     | "Carnaval, doce ilusão - A gente se vê aqui, no meio da multidão! 20 anos de Liga) (Samba-enredo composto por J.L. Fróes, Carlinhos Danoninho, Edmar Silva, Jorge 101, Fernando de Lima, Rafael França e Lee Santana) | Chico Spinoza | [ 54 ]                              |
| 2006 | 13.º Lugar (Rebaixada)                                                                                                | Grupo Especial (primeira divisão)                                                                                     | "Na folia com o Espírito Santo: o Espírito Santo caprichou" (Samba-enredo composto por Josemar Manfredini, Mauro Speranza e Márcio do Swing)                                                                          | Chico Spinoza | [ 54 ]                              |
| 2007 | Vice-campeã | Grupo A (segunda divisão)                                                                                             | "Com todo o gás, a Caprichosos acende a chama do carnaval" (Samba-enredo composto por Aurélio Proença, Paulo Aparício, Mário Gordo, Célio Cebolinha e Baixinho)                                                       | Marcos Januário | [ 54 ]                              |
| 2008 | 6.º Lugar | Grupo A (segunda divisão)                                                                                             | "De Santo Antônio de Sá ao Polo Petroquímico, Itaboraí... uma terra abençoada!" (Samba-enredo composto por Aurélio Proença, Paulo Apparício, Mário Gordo, Júlio Martins e Paulo Bispo)                                | Lane Santana | [ 54 ]                              |
| 2009 | 10.º Lugar | Grupo A (segunda divisão)                                                                                             | "No transporte da alegria... Me leva Caprichosos a caminho da folia" (Samba-enredo composto por Jorginho Moreira, Sidney de Pilares, Professor Laranjo, JB e Celso Bombeiro)                                          | Lane Santana e Sandro Gomes                                                                                           | [ 54 ]                              |
| 2010 | 7.º Lugar | Grupo A (segunda divisão)                                                                                             | "E por falar em saudade" (Reedição do enredo de 1985) (Samba-enredo composto por Almir de Araújo, Balinha, Marquinho Lessa, Hércules e Carlinhos de Pilares)                                                          | Hélcio Paim, Alexandre Rangel, Raphael Torres Eduardo Minucci, Luiz Fernando Reis                                     | [ 54 ]                              |
| 2011 | 10.º Lugar (Rebaixada)                                                                                                | Grupo A (segunda divisão)                                                                                             | "Gente humilde" (Samba-enredo composto por Betinho de Pilares, Josemar Manfredini, Fernando Paulista, Frank e Jorge do Batuke)                                                                                        | Amauri Santos | [ 54 ]                              |
| 2012 | Campeã | Grupo B (terceira divisão)                                                                                            | "A Caprichosos faz o seu papel... levanta, sacode a poeira e dá a volta por cima!" (Samba-enredo composto por Aurélio Proença, Paulo Apparício, Mauro Speranza, Marcio do Swing e Marquinhos Dentinho)                | Amauri Santos | [ 54 ]                              |
| 2013 | 6.º Lugar | Série A (segunda divisão)                                                                                             | "Fanatismo: Enigma da mente humana" (Samba-enredo composto por Jorge do Batuke, Tião Pinheiro, Frank, Josemar Manfredini, Fernando Bom Cabelo, Aldir Senna e Jorge Matias de Oliveira)                                | Amauri Santos | [ 54 ]                              |
| 2014 | 9.º Lugar | Série A (segunda divisão)                                                                                             | "Dos malandros e das madames: Lapa, a estrela da noite carioca" (Samba-enredo composto por Jorginho Moreira, Frank, Rafael Gigante, Victor Rangel, Max Colonna e Edinho de Pilares)                                   | Amauri Santos | [ 19 ] [ 54 ]                       |
| 2015 | 7.º Lugar | Série A (segunda divisão)                                                                                             | "Na minha mão é mais barato!" (Samba-enredo composto por Lee Santana, Geraldo Rodrigues, Marcelo Schimidt, Anderson Rodrigues, Queilo e Fernando de Lima)                                                             | Leandro Vieira |                                     |
| 2016 | 14.º Lugar (Rebaixada)                                                                                                | Série A (segunda divisão)                                                                                             | "Tem gringo no samba!" (Samba-enredo composto por Gabriel Fraga, Régis, Rute Labre, Franco Cava, Luiz Careca e Ricardo Santiago)                                                                                      | Amauri Santos |                                     |
| 2017 | 11.º Lugar (Rebaixada)                                                                                                | Série B (terceira divisão)                                                                                            | "Não deu pra mudar o começo, mas vamos mudar o final" (Samba-enredo composto por Claudinho de Pilares, Fernando de Lima, Marcio Garcia, Aron, Érico Rocha, Cleilton Menezes e Carlinhos Danoninho)                    | Luiz Fernando Reis | [ 57 ] [ 58 ]                       |
| 2018 | Não Desfilou | Série C (quarta divisão)                                                                                              | "Oxum – Caprichosa senhora, Deusa das águas doces, que encanta, traz o amor e a prosperidade… lavando a alma do povo de Pilares"                                                                                      | Hélcio Paim | [ 59 ] [ 60 ]                       |
| 2019 | Não Desfilou | Série D (quinta divisão)                                                                                              | – | – | [ 21 ]                              |
| 2020 | Campeã | Acesso da Intendente (quarta divisão)                                                                                 | "Uruçumirim, paraíso tupinambá" (Reedição do enredo de 1979) | Bruno de Oliveira | [ 61 ] [ 62 ] [ 63 ] [ 23 ] [ 27 ]  |
| Inicialmente adiados para o mês de julho, os desfiles do Carnaval 2021 foram cancelados devido a pandemia de Covid-19 | Inicialmente adiados para o mês de julho, os desfiles do Carnaval 2021 foram cancelados devido a pandemia de Covid-19 | Inicialmente adiados para o mês de julho, os desfiles do Carnaval 2021 foram cancelados devido a pandemia de Covid-19 | Inicialmente adiados para o mês de julho, os desfiles do Carnaval 2021 foram cancelados devido a pandemia de Covid-19                                                                                                 | Inicialmente adiados para o mês de julho, os desfiles do Carnaval 2021 foram cancelados devido a pandemia de Covid-19 | [ 64 ]                              |
| 2022 | 5.º Lugar | Série Prata (Sábado) (terceira divisão)                                                                               | Circo Brazuca | Bruno de Oliveira | [ 65 ]                              |
| 2023 | 10.º Lugar | Série Prata (Sexta) (terceira divisão)                                                                                | Gosto que me enrosco, Caprichosamente vamos reviver... (Reedição do enredo de 1995 da Portela) | Leo Jesus | [ 66 ]                              |
| 2024 | 14.º Lugar (Rebaixada)                                                                                                | Série Prata (Terça-feira) (terceira divisão)                                                                          | A Cobra Vai Fumar! | Fran Sérgio | [ 67 ] [ 68 ]                       |
| 2025 | 7.º Lugar | Série Bronze (Sábado) (quarta divisão)                                                                                | Jackson Martins, a estrela que não se apagou! | Diangelo Fernandes |                                     |

## Títulos
| Títulos da Caprichosos de Pilares | Títulos da Caprichosos de Pilares | Títulos da Caprichosos de Pilares | Títulos da Caprichosos de Pilares | Títulos da Caprichosos de Pilares |
| --------------------------------- | --------------------------------- | --------------------------------- | --------------------------------- | --------------------------------- |
| Divisão                           | Divisão                           | Títulos                           | Carnavais                         | Referências                       |
|                                   | 2ª divisão                        | 2                                 | 1960, 1982                        | [ 69 ] [ 70 ]                     |
|                                   | 3ª divisão                        | 2                                 | 1971, 2012                        | [ 71 ] [ 72 ]                     |
|                                   | 4ª divisão                        | 1                                 | 2020                              |                                   |

A Caprichosos de Pilares possui 5 títulos de campeã, todos conquistados em grupos de acesso. No Grupo Especial, sua melhor colocação foi em 1985 (5.º lugar com o enredo "E por falar em saudade").

## Premiações

### Estandarte de Ouro
| Estandartes de Ouro do GRES Caprichosos de Pilares | Estandartes de Ouro do GRES Caprichosos de Pilares | Estandartes de Ouro do GRES Caprichosos de Pilares | Estandartes de Ouro do GRES Caprichosos de Pilares |
| Categoria                                          | Total                                              | Ano                                                | Referência                                         |
| -------------------------------------------------- | -------------------------------------------------- | -------------------------------------------------- | -------------------------------------------------- |
| Escola                                             | 1                                                  | 1985                                               | [ 75 ]                                             |
| Samba-enredo (Grupo 2) (Atual Série A)             | 1                                                  | 1978                                               | [ 76 ]                                             |
| Enredo                                             | 3                                                  | 1984, 1986, 2000                                   | [ 77 ]                                             |
| Intérprete                                         | 1                                                  | 1988                                               | [ 78 ]                                             |
| Comissão de frente                                 | 1                                                  | 1984                                               | [ 79 ]                                             |
| Passista masculino                                 | 1                                                  | 1993                                               | [ 80 ]                                             |
| Revelação                                          | 2                                                  | 1983, 1985                                         | [ 81 ]                                             |
| Personalidade                                      | 1                                                  | 1986                                               | [ 82 ]                                             |

### Outros prêmios
Outros prêmios recebidos pelo GRES Caprichosos de Pilares.
| Ano  | Prêmio                           | Categoria / premiados | Divisão                        | Ref.            |
| ---- | -------------------------------- | --- | ------------------------------ | --------------- |
| 1999 | Tamborim de Ouro                 | Intérprete (Jackson Martins) | Grupo Especial                 | [ 83 ]          |
| 2005 | Tamborim de Ouro                 | Musa da Sapucaí (Luma de Oliveira) | Grupo Especial                 | [ 84 ]          |
| 2005 | Plumas & Paetês                  | Destaque masculino (Santinho) | Grupo Especial                 | [ 85 ]          |
| 2006 | Tamborim de Ouro                 | Ala mirim | Grupo Especial                 | [ 86 ]          |
| 2006 | Tamborim de Ouro                 | Musa da Sapucaí (Mel Brito) | Grupo Especial                 | [ 86 ]          |
| 2006 | S@mba-Net                        | Ala de passistas | Grupo Especial                 | [ 87 ]          |
| 2007 | S@mba-Net                        | Velha guarda | Grupo A                        | [ 88 ]          |
| 2007 | Troféu Jorge Lafond              | Rainha de bateria (Mel Brito) | Grupo A                        | [ 89 ]          |
| 2008 | S@mba-Net                        | Intérprete (Zé Paulo Sierra) | Grupo A                        | [ 90 ]          |
| 2008 | S@mba-Net                        | Comissão de frente (Coreógrafo responsável: Jaime Arôxa) | Grupo A                        | [ 90 ]          |
| 2008 | Troféu Jorge Lafond              | Intérprete (Zé Paulo Sierra) | Grupo A                        | [ 91 ]          |
| 2008 | Troféu Rádio Manchete            | Rainha de bateria (Mel Brito) | Grupo A                        | [ 92 ]          |
| 2009 | S@mba-Net                        | Melhor comunicação com o público | Grupo A                        | [ 93 ]          |
| 2009 | S@mba-Net                        | Intérprete (Zé Paulo Sierra) | Grupo A                        | [ 93 ]          |
| 2010 | S@mba-Net                        | Desfile mais empolgante | Grupo A                        | [ 94 ]          |
| 2010 | S@mba-Net                        | Revelação (Thiago Brito - intérprete) | Grupo A                        | [ 94 ]          |
| 2010 | Estrela do Carnaval              | Revelação (Thiago Brito - intérprete) | Grupo A                        | [ 95 ]          |
| 2010 | Troféu Jorge Lafond              | Revelação (Thiago Brito - intérprete) | Grupo A                        | [ 96 ]          |
| 2012 | Gato de Prata                    | Melhor escola | Grupo B                        | [ 97 ]          |
| 2012 | S@mba-Net                        | Melhor desfile | Grupo B                        | [ 98 ]          |
| 2012 | S@mba-Net                        | Samba-enredo ("A Caprichosos faz o seu papel... Levanta, sacode a poeira e dá a volta por cima!" - Compositores: Aurélio Proença, Paulo Apparício, Mauro Speranza, Marcio do Swing e Marquinhos) | Grupo B                        | [ 98 ]          |
| 2012 | S@mba-Net                        | Bateria (Diretor responsável: Mestre Alexandre Brandão) | Grupo B                        | [ 98 ]          |
| 2012 | S@mba-Net                        | Casal de Mestre-sala e Porta-bandeira (Diego Falcão e Jackeline Gomes) | Grupo B                        | [ 98 ]          |
| 2012 | S@mba-Net                        | Conjunto de alegorias | Grupo B                        | [ 98 ]          |
| 2012 | S@mba-Net                        | Conjunto de fantasias | Grupo B                        | [ 98 ]          |
| 2012 | Troféu Jorge Lafond              | Melhor escola | Grupo B                        | [ 99 ]          |
| 2012 | Troféu Jorge Lafond              | Carnavalesco (Amauri Santos) | Grupo B                        | [ 99 ]          |
| 2012 | Troféu Jorge Lafond              | Bateria (Direção: Mestre Alexandre) | Grupo B                        | [ 99 ]          |
| 2012 | Troféu Jorge Lafond              | Intérprete (Clovis Pê) | Grupo B                        | [ 99 ]          |
| 2012 | Troféu Jorge Lafond              | Porta-bandeira (Jacqueline Gomes) | Grupo B                        | [ 99 ]          |
| 2012 | Troféu Jorge Lafond              | Mestre-sala (Diego Falcão) | Grupo B                        | [ 99 ]          |
| 2012 | Troféu Jorge Lafond              | Rainha de bateria (Bianca Salgueiro) | Grupo B                        | [ 99 ]          |
| 2012 | Plumas & Paetês                  | Carnavalesco (Amauri Santos) | Grupo B                        | [ 100 ]         |
| 2012 | Plumas & Paetês                  | Coreógrafo (Márcio Moura) | Grupo B                        | [ 100 ]         |
| 2012 | Plumas & Paetês                  | Diretor de carnaval (Jr. Escafura, Alex Fab, Marcelo Jacob) | Grupo B                        | [ 100 ]         |
| 2012 | Plumas & Paetês                  | Direção de harmonia (Leandro Germano, Márvio, Dudu Falcão) | Grupo B                        | [ 100 ]         |
| 2012 | Plumas & Paetês                  | Aderecista (Carlos Calado) | Grupo B                        | [ 100 ]         |
| 2012 | Plumas & Paetês                  | Carpinteiro (Sergio Loureiro) | Grupo B                        | [ 100 ]         |
| 2012 | Plumas & Paetês                  | Escultor (Carlos Eduardo Hilário) | Grupo B                        | [ 100 ]         |
| 2012 | Plumas & Paetês                  | Pintor (Índio) | Grupo B                        | [ 100 ]         |
| 2012 | Plumas & Paetês                  | Iluminador (Cairo) | Grupo B                        | [ 100 ]         |
| 2013 | Estrela do Carnaval              | Casal de Mestre-sala e Porta-bandeira (Diego Falcão e Jaqueline) | Série A                        | [ 101 ] [ 102 ] |
| 2013 | S@mba-Net                        | Ala de passistas | Série A                        | [ 103 ] [ 104 ] |
| 2013 | Gato de Prata                    | Rainha de bateria (Bianca Salgueiro) | Série A                        | [ 105 ]         |
| 2013 | Troféu Jorge Lafond              | Harmonia (Direção: Marcelinho Emoção) | Série A                        | [ 106 ]         |
| 2013 | Troféu Jorge Lafond              | Porta-bandeira (Jaqueline Gomes) | Série A                        | [ 106 ]         |
| 2013 | Troféu Manchete                  | Porta-bandeira (Jaqueline Gomes) | Série A                        | [ 107 ]         |
| 2013 | Troféu Manchete                  | Harmonia (Diretor responsável: Marcelinho Emoção) | Série A                        | [ 107 ]         |
| 2013 | Troféu Manchete                  | Conjunto plástico | Série A                        | [ 107 ]         |
| 2014 | Estrela do Carnaval              | Comissão de frente (Coreógrafo: Hélio Bejani) | Série A                        | [ 101 ] [ 108 ] |
| 2014 | SRZD-Carnaval                    | Comissão de frente (Coreógrafo: Hélio Bejani) | Série A                        | [ 109 ] [ 110 ] |
| 2014 | Troféu Jorge Lafond              | Comissão de frente (Coreógrafo: Hélio Bejani) | Série A                        | [ 111 ]         |
| 2014 | Troféu Apoteose                  | Comissão de frente (Coreógrafo: Hélio Bejani) | Série A                        | [ 112 ]         |
| 2014 | Gato de Prata                    | Comissão de frente (Coreógrafo: Hélio Bejani) | Série A                        | [ 113 ]         |
| 2014 | Gato de Prata                    | Rainha de bateria (Aline Riscado) | Série A                        | [ 113 ]         |
| 2015 | Troféu Jorge Lafond              | Enredo ("Na minha mão é mais barato") | Série A                        | [ 114 ]         |
| 2015 | Troféu Jorge Lafond              | Revelação (Carnavalesco Leandro Vieira) | Série A                        | [ 114 ]         |
| 2015 | Estrela do Carnaval              | Revelação (Carnavalesco Leandro Vieira) | Série A                        | [ 115 ]         |
| 2015 | SRZD-Carnaval                    | Comissão de frente (Coreógrafo: Hélio Bejani e Elizabeth Bejani) | Série A                        | [ 116 ]         |
| 2015 | SRZD-Carnaval                    | Destaque da Série A (Carnavalesco Leandro Vieira) | Série A                        | [ 116 ]         |
| 2015 | S@mba-Net                        | Enredo ("Na minha mão é mais barato") | Série A                        | [ 117 ] [ 118 ] |
| 2015 | S@mba-Net                        | Intérprete (Thiago Brito) | Série A                        | [ 117 ] [ 118 ] |
| 2015 | S@mba-Net                        | Revelação (Carnavalesco Leandro Vieira) | Série A                        | [ 117 ] [ 118 ] |
| 2015 | Gato de Prata                    | Revelação (Carnavalesco Leandro Vieira) | Série A                        | [ 119 ]         |
| 2016 | Troféu Jorge Lafond              | Intérprete (Thiago Brito) | Série A                        | [ 120 ]         |
| 2016 | Prêmio Machine                   | Torcida organizada Cobras da Caprichosos | Série A                        | [ 121 ] [ 122 ] |
| 2020 | Prêmio Revista Explosão In Samba | Melhor Escola Melhor Alegoria Melhor Comissão de Frente Melhor Bateria | Acesso da Intendente Magalhães | [ 120 ]         |
| 2020 | Prêmio Samba na Veia             | Melhor Bateria Revelação: Américo Melhor Ala de Passistas Melhor Escola | Acesso da Intendente Magalhães | [ 121 ] [ 122 ] |

## Homenagens
A Caprichosos de Pilares é nome de rua, no bairro Jardim Planalto, localizado no município de Parnamirim, região Metropolitana de Natal, Rio Grande do Norte.